# 格雷迪縣 (喬治亞州)
格雷迪縣（英語：Grady County）是美國喬治亞州西南部的一個縣，南鄰佛羅里達州。面積1,192平方公里。根据美國2000年人口普查，共有人口24,466人。縣治開羅（Cairo）。
成立於1905年8月17日，1906年1月1日生效。縣名紀念記者、演說家亨利·W·格雷迪（Henry Woodfin Grady）。